# カタリナ・デ・アウストリア
カタリナ・デ・アウストリア（Catalina de Austria, 1507年1月14日 - 1578年2月12日）は、ポルトガル王ジョアン3世の王妃。
ドイツ語名でカタリーナ・フォン・シュパーニエン（Katharina von Spanien）、フランス語名でカトリーヌ・ド・ブルゴーニュ（Catherine de Bourgogne）などとも呼ばれたが、本記事ではスペイン語名（およびポルトガル語名）を用いる。

## 生涯
フィリップ美公とカスティーリャ女王フアナの娘。兄に神聖ローマ皇帝カール5世（スペイン王カルロス1世）、フェルディナント1世（ハンガリーおよびボヘミア王）、姉にレオノール（ジョアン3世の父マヌエル1世の3番目の妃、後にフランス王フランソワ1世妃）、イサベル（デンマーク王クリスチャン2世妃）、マリア（ハンガリーおよびボヘミア王ラヨシュ2世妃）がいる。
1507年にスペイン北部の町トルケマダで誕生したが、父フィリップ美公はカタリナが産まれる前年の1506年に死亡していた。また母フアナは父の死で錯乱、カタリナが産まれたのは父の棺を運ぶ葬列の途中の滞在先だった。スペインで育てられた次兄フェルディナント以外の4人の兄姉は父方の叔母マルグリットに引き取られネーデルラントのメヘレンで養育されたが、カタリナは母と共に父の葬列に同行させられた上、トルデシリャスの宮殿に幽閉された母の手元に置かれ、共に幽閉生活を送ることを余儀無くされた。
1517年に長姉レオノールと長兄カールが母と面会した際、カタリナの境遇を哀れんだ姉と兄の手引きでトルデシリャスから脱走したが、母の精神状態が悪化したためトルデシリャスへ戻り、再び幽閉生活を送った。こうした生活にも変化が見られ、兄の側近デニア侯爵が宮殿の監督を任されたこと、1523年から1525年まで2年間母方の従甥に当たるフランシスコ・ボルハが小姓としてカタリナに仕えたことが挙げられる。
1525年2月10日、従兄に当たるジョアン3世と結婚した。これにより母の束縛から解放され、トルデシリャスからリスボンへ移住した。翌1526年には兄カール5世と夫の妹イザベルが結婚するという二重結婚であった。
夫との間に9子を生んだが7子は夭折、残された娘マリア・マヌエラと息子ジョアン・マヌエルをスペイン王家と縁組させ、それぞれ甥のスペイン王太子フェリペ（後のフェリペ2世）・姪のフアナと結婚させたが、マリア・マヌエラとジョアン・マヌエルも1545年・1554年に早世、ジョアン・マヌエルとフアナ夫妻の子で孫のセバスティアン（後のセバスティアン1世）の養育に当たった。イエズス会と親密な関係を築き、1553年にイエズス会士となっていたかつての小姓フランシスコ・ボルハを夫と共に王宮説教師に迎え入れ、セバスティアンの教育をイエズス会に委託させ、総長ディエゴ・ライネスが助言者としてポルトガル人のルイス・ゴンサルヴェ・デ・カマラ神父を任命した。
1557年に夫が亡くなると、セバスティアンが幼少のため摂政を務めた。

## 子女
カタリナはジョアン3世との間に9子を生んだ。
- アフォンソ（1526年） - 夭折
- マリア・マヌエラ（1527年 - 1545年） - スペイン王フェリペ2世の最初の妃。ドン・カルロスの母。
- イザベル（1528年 - 1529年）
- ベアトリス（1530年） - 夭折
- マヌエル（1531年 - 1537年）
- フェリペ（1533年 - 1539年）
- ディニス（1535年 - 1537年）
- ジョアン・マヌエル（1537年 - 1554年） - カール5世の娘フアナと結婚。セバスティアン1世の父。
- アントニオ（1539年 - 1540年）

## 系譜
| カタリナ | 父: フィリップ美公 (カスティーリャ王フェリペ1世) | 祖父: マクシミリアン1世 (神聖ローマ皇帝)                               | 曽祖父: フリードリヒ3世 (神聖ローマ皇帝)               |
| カタリナ | 父: フィリップ美公 (カスティーリャ王フェリペ1世) | 祖父: マクシミリアン1世 (神聖ローマ皇帝)                               | 曽祖母: エレオノーレ (ポルトガル王女)[1]               |
| カタリナ | 父: フィリップ美公 (カスティーリャ王フェリペ1世) | 祖母: マリー (ブルゴーニュ女公)                                        | 曽祖父: シャルル (ブルゴーニュ公) （突進公/豪胆公）[2] |
| カタリナ | 父: フィリップ美公 (カスティーリャ王フェリペ1世) | 祖母: マリー (ブルゴーニュ女公)                                        | 曽祖母: イザベル・ド・ブルボン                         |
| カタリナ | 母: フアナ (カスティーリャ女王)[4]               | 祖父: フェルナンド2世 (アラゴン王) （カスティーリャ王フェルナンド5世） | 曽祖父: フアン2世 (アラゴン王)                         |
| カタリナ | 母: フアナ (カスティーリャ女王)[4]               | 祖父: フェルナンド2世 (アラゴン王) （カスティーリャ王フェルナンド5世） | 曽祖母: フアナ・エンリケス                             |
| カタリナ | 母: フアナ (カスティーリャ女王)[4]               | 祖母: イサベル1世 (カスティーリャ女王)                                 | 曽祖父: フアン2世 (カスティーリャ王)                   |
| カタリナ | 母: フアナ (カスティーリャ女王)[4]               | 祖母: イサベル1世 (カスティーリャ女王)                                 | 曽祖母: イサベル (ポルトガル王女)[3]                   |

[1]の父はポルトガル王ドゥアルテ1世。ジョアン1世の子で、弟にエンリケ航海王子や[3]の父ジョアン、妹に[2]の母イザベルがいる。よって、[1]と[2]と[3]は、共にジョアン1世を祖父とするいとこ同士となる。
夫ジョアン3世の母マリアは、母フアナ[4]の妹で、マヌエル1世の王妃となっている。よって、ジョアン3世とは共にカトリック両王を祖父母とするいとこ同士である。

## フィクション
漫画
- 大久保圭『アルテ』（2013年） - イレーネという偽名を使い登場する